# Fays (Vosges)
Fays é uma comuna francesa na região administrativa do Grande Leste, no departamento de Vosges. Estende-se por uma área de 4.83 km². Em 2010 a comuna tinha 228 habitantes (densidade: 47,2 hab./km²).